# 李奧軒
李奧軒（1990年4月15日—），出生於北京市西城區，是中國華語流行音樂男歌手，雙排鍵電子管風琴演奏家（電風琴）。 2017年10月，李奧軒成為日本愛貝克思集團(avex)訓練生，2018年12月，發行中國&日本跨國單曲《三二一》。

## 生平

### 1990年－2012年：早年生活
李奧軒，1990年4月15日出生於北京市西城區的一個普通家庭。李奧軒父親名叫李福生，母親名叫王雪梅。李奧軒於4歲亦開始學習舞蹈與彈奏電子琴。李奧軒小學就讀於北京市西城區武定小學，在小學，李奧軒是个乖乖男孩的形象，不打架、不罵人。但是，因为學期的成績差，經常被同學欺凌和嘲諷。李奧軒於小學期間曾參加學校唱歌比賽，奪得冠軍，一夜之間成為了小學的小明星。李奧軒初中就讀於北京市第一五九中学。2004年，因為學期的成績差，決定暫時停止上學（休學）。2005年，李奧軒重返校園，不僅學期的成績差突飛猛進，而且擔任初中“電音樂隊”的鍵盤手。高中就讀於北京市西城區實美高中。李奧軒於高中期間，多次參加社會活動及音樂比賽。李奧軒曾於高中二年級，參加北京市音樂比賽，彈奏《花〜人心皆向花〜》獲得北京市冠軍。
李奧軒大學就讀於北京現代音樂學院。考入音樂學院以後，李奧軒努力學習專業知識，假期積極參加國際音樂比賽。2009年，李奧軒開始嘗試編曲。2010年2月，赴香港参加第一届亞洲國際雙排鍵電子管風琴（電風琴）比賽，最終獲得兩大獎項（演奏金獎、最佳編曲獎）。2011年，李奧軒突破自我，又開始嘗試作曲。同年8月，参加中國雙排鍵電子管風琴（電風琴）比賽，獲得兩大獎項（演奏金獎、最佳作曲獎）。

### 2013年－2018年：留學生活
2013年，李奧軒受邀出席日本全國電子鍵盤音樂協會｜第8回全國大會，會長給予李奧軒“日本全國電子鍵盤音樂協會中的首位外國人”身分獲得者。2014年，李奧軒入讀日本昭和音乐大学作曲系。隨即開始其為期四年的「學生演奏者」生涯。2015年，李奥轩參加日本雅馬哈雙排鍵電子管風琴（電風琴）銀座比赛，之後，被日本暢銷專業雜誌《電風琴》刊登時事報道。2016年，李奥轩參加日本Amabile Organ Contest，參賽曲目《北京喜訊到邊寨》，再次創下紀錄，成為創賽至今首位演奏中國作品的外國人。同年8月，受邀參加中國&日本雙排鍵電子管風琴交流（電風琴）音樂會，在国家奥林匹克纪念青少年中心，與日本小提琴演奏家松蒲瑠奈小姐共同演奏自己的原創音樂作品《Miss you》。11月13日，受邀出席第12次日本電子鍵盤全國大会，並在会议中日語演講，成為首位登上大會舞臺個人演講的中國人。 2017年，參加K國際音樂比賽作曲家大賽，參賽曲目是一首分為三個樂章的鋼琴獨奏曲，並由日本鋼琴演奏家，柴開人先生擔任演奏者，最終該作品獲得最佳作曲獎。同年9月，受邀出席第13次日本電子鍵盤全國大會“青年雙排電子管風琴演奏家（電風琴）音樂會”，李奧軒演奏中國名曲《春節序曲》和原創樂曲《Physical》，成為音樂會中，唯壹的外國演奏家進行表演。為期四年的留學生活，李奧軒的學期成績，不僅獲得大學老師們的認可，並連續獲得四年的獎學金。2016年和2017年，兩年被大學刊登學校宣傳書。

### 2018年－現在
2017年3月，簽約太合音乐集团詞曲作者。同年10月，李奧軒成為日本艾迴(avex)訓練生。
2018年5月，李奧軒出席日本&中國亞州文化書法展，30分鐘的李奧軒表演，台下觀眾的熱烈反應使其難以忘懷。6月1日，李奧軒編曲的音樂作品，被中國音樂家協會電子鍵盤學會，收錄在《中國電子琴能力考試五級教材》。 6月22日和7月13日，李奧軒在東京舉行了兩場「China Feel」個人雙排鍵電子管風琴（電風琴）演奏會，演奏會中原創音樂和中國名曲佔約五五成的比重，結合雙排鍵電子管風琴（電風琴）的魅力之美；7月13日（第二場），在新浪「一直播」LIVE平台同步直播，獲得4.4萬人的觀看次數。2018年12月25日，與日本新生代女歌手相澤香純小姐合唱，發行中國&日本團隊跨國合作單曲《三二一》。該單曲講述超越國境的年輕人之間，朋友之上，戀人未滿的情感。
2019年3月，受邀出席2019東京國際秋冬時裝週。同年9月30日，李奧軒發行個人首張鋼琴原創音樂專輯《ME》。2020年3月31日，李奧軒發行和相澤香純合作的單曲《境界のある世界で》。2021年6月9日，李奧軒為LGBT，性別平權推出單曲《Stronger than you know》。2022年10月24日，李奧軒發行日語單曲《同じ空の月》。2023年9月9日，李奧軒在新浪「一直播」LIVE平台舉辦線上演唱會《Butterfly》。2024年3月14日，李奥轩出席了香奈儿 “ROUGE ALLURE VELVET NUIT BLANCHE － 白昼之夜”特别展的活动。

## 藝術特點

### 音樂風格
李奧軒在年幼時，就開始收聽影響他將來音樂風格的歌手的歌曲，大部分歌手來自於歐美，日本和韓國。比如：邁克爾傑克遜，麥當娜 ，惠特尼·休斯頓，濱崎步，東方神起等。從幼開始接觸電子樂器的原因，李奧軒對電子音樂產生濃厚的興趣。並其擅長演唱流行舞曲，之後嘗試融合各類音樂元素。單曲《三二一》基本延續爵士和電音混搭的音樂風格，奠定李奧軒之後以快歌為主導的音樂方向。

### 雙排鍵電子管風琴
1994年，4歲的李奧軒開始在北京雅馬哈音樂教室，學習電子琴。1995年，雅馬哈音樂教室的老師，邀請學員和家長觀看一場“雙排鍵電子管風琴（電風琴）”音樂會。演奏家是一位日本人。音樂會結束後，李奧軒的父親對樂器產生了興趣，並讓李奧軒學習雙排鍵電子管風琴（電風琴）。1996年，李奧軒在雅馬哈音樂教室，開始學習雙排鍵電子管風琴（電風琴）。學習過程中，李奧軒對音樂的敏感度和表現慾獲得老師的好評和認可。1999年，李奧軒被老師推薦，參加YEC中國選拔賽（兒童部門），獲得優秀獎。經過8年的學習和積累，2007年，李奧軒參加北京市藝術節，彈奏《花〜人心皆向花〜》獲得評審員的認可，奪得冠軍。 2009年，李奧軒入讀北京現代音樂學院，雙排鍵電子管風琴（電風琴）系。入學後，李奧軒的學期成績第一，得到了很多演出的機會。2010年，李奧軒開始參加國內和國際音樂比賽，屢次獲獎。2013年，赴日本留學。同年6月，進入日本東京雅馬哈音樂教室（立川店）繼續學習雙排鍵電子管風琴（電風琴）。並開始在日本的雙排鍵電子管風琴界（電風琴）嶄露頭角。時任日本全國電子鍵盤音樂協會事務局長的阿方俊先生曾評價李奧軒台上台下判若兩人，每次見到李奧軒，都帶給我不一樣的個人魅力。台下是低調的學生，台上則非常具有巨星潛質。

### 演唱能力
李奧軒以演唱男高音聲部為主，對演唱能力具有認知，並且結合自身的聲音特點及擅長的音樂類型確立個人演唱風格。李奧軒於2017年進入日本艾迴娛樂公司(avex)接受藝能培訓。与日本Da-iCE，Lol (團體)等一線歌手同屬師門。李奧軒的天生聲音情況為聲線較薄，音樂較窄，因此常被外界批評演唱實力弱，不適合做歌手。李奧軒的演唱雖然不突出技巧，但被肯定具有較高的辨識度。李奧軒進入艾迴(avex)訓練以後，不斷提高自身的演唱能力，自知自己雖然不是天生型的歌手，但是堅信自己會通過接受聲音訓練來提高演唱能力。2018年12月25日，李奧軒首次開腔，與日本女歌手相澤香純小姐合唱跨國單曲《三二一》。該歌曲的旋律音域跨度較大，聲音較難控制。但是，李奧軒的演唱功力把這些困難全部擊破，完美呈現出他的演唱功力和獨特的音色，加上後期的電音混音，給該歌曲錦上添花。該歌曲也成為了日本2018年聖誕節情侶間的熱門歌曲。

## 榮譽紀錄
2012年李奧軒以原創音樂作品獲得亞太地區電子管風琴（電風琴）最佳作曲獎。2013年李奧軒以世界上“第一位”外國人身份進入日本電子鍵盤協會。2014年李奧軒成為日本Amabile Organ Contest創賽歷史以來“首位”演奏中國音樂作品的華人演奏家。2016年李奧軒受邀出席第12次日本電子鍵盤全國大会，並在会议中日語演講，成為“首位”登上大會舞臺個人演講的中國人。2017年李奧軒受邀出席第13次日本電子鍵盤全國大會“青年雙排電子管風琴演奏家（電風琴）音樂會，成為音樂會中“首位”外國演奏家進行表演。

## 慈善公益
2020年2月中國湖北省武漢市爆發2019冠状病毒病疫情，李奧軒捐款25萬元人民幣和1萬支口罩。

## 音樂作品
主条目：李奧軒音樂作品列表

### 單曲
- 《三二一》（2018）

### 鋼琴專輯
- 《ME》（2019）

## 音樂會
| 名 称                                                  | 地 点 | 时 间      |
| ------------------------------------------------------ | ----- | ---------- |
| 李奧軒“翱翔”雙排鍵電子管風琴（電風琴）個人音樂會       | 北京  | 2011年     |
| 李奧軒“母校綻放”雙排鍵電子管風琴（電風琴）個人音樂會   | 北京  | 2012年     |
| 李奧軒“你好，保定”雙排鍵電子管風琴（電風琴）個人音樂會 | 保定  | 2013年     |
| 李奧軒“China Feel”雙排鍵電子管風琴（電風琴）個人音樂會 | 日本  | 2017～2018 |

## 外部連結
- 李奧軒的Facebook專頁 （页面存档备份，存于）
- 李奧軒的Instagram的帳戶 （页面存档备份，存于）
- 李奧軒的新浪微博